# Dinosauri in Jurassic Park

Alcune specie di dinosauri apparse nel franchise in Jurassic Park III (2001). Compaioni esemplari di Brachiosaurus, Stegosaurus, Parasaurolophus e Ankylosaurus

Jurassic Park, in seguito noto anche come Jurassic World, è un media franchise statunitense di fantascienza incentrato sulla clonazione di animali preistorici (principalmente dinosauri non aviari) tramite il DNA antico estratto da zanzare fossilizzate nell'ambra. La saga esplora temi come l'etica della clonazione e dell'ingegneria genetica, la questione morale della de-estinzione, la commercializzazione della scienza e il maltrattamento degli animali.
Il franchise ha avuto inizio nel 1990 con la pubblicazione del romanzo Jurassic Park di Michael Crichton. Un adattamento cinematografico, anch'esso intitolato Jurassic Park, è stato diretto da Steven Spielberg ed è uscito nel 1993. Crichton ha successivamente scritto un romanzo sequel, Il mondo perduto (1995), anch'esso adattato da Spielberg nel film Il mondo perduto - Jurassic Park (1997). Successivamente è uscito Jurassic Park III (2001), che ha completato la trilogia originale.
Il quarto capitolo, Jurassic World, è uscito nel 2015, segnando l'inizio di una nuova trilogia. Il suo seguito, Jurassic World - Il regno distrutto, è arrivato nel 2018, mentre Jurassic World - Il dominio (2022) ha concluso la seconda trilogia. È prevista per luglio 2025 l'uscita di un nuovo film indipendente, Jurassic World - La rinascita. Sono stati inoltre realizzati due cortometraggi legati alla saga di Jurassic World: Battle at Big Rock (2019) e il prologo di Jurassic World - Il dominio (2021).
Dinosauri teropodi come il Tyrannosaurus e il Velociraptor hanno avuto ruoli centrali in tutta la serie, insieme ad altre specie rilevanti come il Brachiosaurus e lo Spinosaurus. La saga ha anche introdotto altre creature preistoriche, come il Mosasaurus e membri del gruppo degli pterosauri, spesso erroneamente considerati dinosauri dal grande pubblico. Le creature presenti nei film sono state realizzate grazie a una combinazione di animatronica e immagini generate al computer (CGI). Per i primi tre film, gli animatronici furono curati dall’artista degli effetti speciali Stan Winston e dal suo team, mentre la Industrial Light & Magic (ILM) si è occupata della CGI per l'intera saga. Il primo film fu particolarmente lodato per le sue innovazioni tecnologiche in ambito di effetti visivi e animatronici. Dopo la morte di Winston nel 2008, altri studi hanno contribuito alla creazione degli effetti pratici, tra cui Legacy Effects e Image Engine (Jurassic World), Neal Scanlan (Jurassic World - Il regno distrutto) e John Nolan (Jurassic World - Il dominio).
Il paleontologo Jack Horner ha ricoperto per lungo tempo il ruolo di consulente scientifico per i film, affiancato in Jurassic World - Il dominio anche dal paleontologo Steve Brusatte. Il primo film fu apprezzato per aver proposto una rappresentazione moderna dei dinosauri, sebbene Horner stesso abbia riconosciuto che conteneva comunque diverse imprecisioni, come l’assenza di piume colorate, sottolineando però che non si trattava di un documentario. Anche i successivi capitoli della saga presentano libertà scientifiche per esigenze narrative e di intrattenimento, tra cui la rappresentazione dei Velociraptor, raffigurati molto più grandi rispetto alle loro reali dimensioni. Inoltre, il metodo per la clonazione dei dinosauri descritto nei film è stato giudicato scientificamente poco plausibile per diversi motivi.

## Tabella delle apparizioni
| Allosaurus         |     |     |     |     | Yes | Yes |     | Yes |     |     | Yes |     |  |  |
| Ankylosaurus       |     |     | Yes | Yes | Yes | Yes | Yes |     | Yes | Yes | Yes |     |  |  |
| Apatosaurus        |     |     |     | Yes | Yes | Yes | Yes |     |     |     |     |     |  |  |
| Aquilops           |     |     |     |     |     |     | Yes |     |     |     |     |     |  |  |
| Atrociraptor       |     |     |     |     |     | Yes |     |     |     |     | Yes |     |  |  |
| Baryonyx           |     |     |     |     | Yes | Yes |     |     |     | Yes | Yes |     |  |  |
| Becklespinax       |     |     |     |     |     |     |     |     |     |     | Yes |     |  |  |
| Brachiosaurus      | Yes |     | Yes |     | Yes | Yes |     |     |     | Yes | Yes |     |  |  |
| Carnotaurus        |     |     |     |     | Yes | Yes |     |     |     |     | Yes | Yes |  |  |
| Ceratosaurus       |     |     | Yes |     |     |     |     |     |     | Yes | Yes |     |  |  |
| Compsognathus      |     | Yes | Yes |     | Yes | Yes | Yes | Yes |     | Yes | Yes |     |  |  |
| Corythosaurus      |     |     | Yes |     |     |     |     |     |     |     |     |     |  |  |
| Dilophosaurus      | Yes |     |     |     |     | Yes | Yes |     |     | Yes | Yes |     |  |  |
| Dimetrodon         |     |     |     |     |     | Yes |     |     |     |     |     |     |  |  |
| Dimorphodon        |     |     |     | Yes |     | Yes |     |     |     |     | Yes | Yes |  |  |
| Distortus rex      |     |     |     |     |     |     | Yes |     |     |     |     |     |  |  |
| Dreadnoughtus      |     |     |     |     |     | Yes |     |     | Yes |     |     |     |  |  |
| Gallimimus         | Yes | Yes |     | Yes | Yes | Yes |     |     |     | Yes | Yes |     |  |  |
| Giganotosaurus     |     |     |     |     |     | Yes |     |     | Yes |     |     |     |  |  |
| Iguanodon          |     |     |     |     |     | Yes |     |     | Yes |     |     |     |  |  |
| Indominus rex      |     |     |     | Yes |     |     |     |     |     | Yes |     |     |  |  |
| Indoraptor         |     |     |     |     | Yes |     |     |     |     |     |     |     |  |  |
| Kentrosaurus       |     |     |     |     |     |     |     |     |     | Yes | Yes |     |  |  |
| Lystrosaurus       |     |     |     |     |     | Yes |     |     |     |     | Yes |     |  |  |
| Mamenchisaurus     |     | Yes |     |     |     |     |     |     |     |     |     |     |  |  |
| Majungasaurus      |     |     |     |     |     |     |     |     |     |     | Yes |     |  |  |
| Microceratus       |     |     |     |     |     | Yes |     |     |     |     |     |     |  |  |
| Monolophosaurus    |     |     |     |     |     |     |     |     |     | Yes | Yes |     |  |  |
| Moros intrepidus   |     |     |     |     |     | Yes |     |     | Yes |     |     |     |  |  |
| Mosasaurus         |     |     |     | Yes | Yes | Yes | Yes | Yes |     | Yes |     |     |  |  |
| Nasutoceratops     |     |     |     |     |     | Yes |     | Yes | Yes |     | Yes |     |  |  |
| Nothosaurus        |     |     |     |     |     |     |     |     |     | Yes |     |     |  |  |
| Ouranosaurus       |     |     |     |     |     |     |     |     |     | Yes |     |     |  |  |
| Oviraptor          |     |     |     |     |     | Yes |     |     | Yes |     |     |     |  |  |
| Pachycephalosaurus |     | Yes |     | Yes |     |     |     |     |     |     |     |     |  |  |
| Pachyrhinosaurus   |     |     |     |     |     |     |     |     |     |     | Yes |     |  |  |
| Parasaurolophus    | Yes | Yes | Yes | Yes | Yes | Yes |     | Yes |     |     |     |     |  |  |
| Pteranodon         |     | Yes | Yes | Yes | Yes | Yes |     |     |     |     |     |     |  |  |
| Pyroraptor         |     |     |     |     |     | Yes |     |     |     |     | Yes |     |  |  |
| Quetzalcoatlus     |     |     |     |     |     | Yes | Yes |     | Yes |     |     |     |  |  |
| Scorpios rex       |     |     |     |     |     |     |     |     |     | Yes |     |     |  |  |
| Sinoceratops       |     |     |     |     | Yes | Yes |     |     |     | Yes | Yes |     |  |  |
| Spinoceratops      |     |     |     |     |     |     |     |     |     | Yes |     |     |  |  |
| Spinosaurus        |     |     | Yes |     |     |     | Yes |     |     | Yes |     |     |  |  |
| Stegosaurus        |     | Yes | Yes | Yes | Yes | Yes |     | Yes |     | Yes | Yes |     |  |  |
| Stygimoloch        |     |     |     |     | Yes | Yes |     |     |     |     | Yes |     |  |  |
| Suchomimus         |     |     |     |     |     |     |     |     |     |     | Yes |     |  |  |
| Tarbosaurus        |     |     |     |     |     |     |     |     |     | Yes |     |     |  |  |
| Therizinosaurus    |     |     |     |     |     | Yes |     |     |     |     |     |     |  |  |
| Titanosaurus       |     |     |     |     |     |     | Yes |     |     |     |     |     |  |  |
| Triceratops        | Yes | Yes | Yes | Yes | Yes | Yes |     |     |     |     |     |     |  |  |
| Tyrannosaurus      | Yes | Yes | Yes | Yes | Yes | Yes | Yes |     | Yes | Yes | Yes |     |  |  |
| Velociraptor       | Yes | Yes | Yes | Yes | Yes | Yes | Yes |     |     | Yes | Yes |     |  |  |

## Lista delle apparizioni
La seguente lista include tutte le apparizioni a schermo. Alcuni animali sono apparsi anche nei romanzi.

### Compsognathus
Nei romanzi compare il Procompsognathus, che nei film viene sostituito dal Compsognathus.

### Dimetrodon
Il Dimetrodon è un sinapside vissuto prima dei dinosauri, anche se spesso viene erroneamente considerato tale.

### Distortus rex
Il Distortus rex è un dinosauro mutante e l'antagonista principale di Jurassic World - La rinascita. Si tratta di un Tyrannosaurus rex deformato, caratterizzato dalla presenza di sei arti. Il regista Gareth Edwards ha dichiarato che il design della creatura è stato ispirato dagli Xenomorfi della saga di Alien e dai Rancor di Guerre stellari.

### Indominus rex
L'Indominus rex è un dinosauro teropode immaginario e l'antagonista principale del film Jurassic World. È un dinosauro transgenico (o ibrido), creato dal DNA di vari animali. Viene presentato come creazione degli ingegneri genetici del Hammond Creation Lab, tramite l'escamotage dell'unione dei DNA di più generi di dinosauro, partendo dal genoma del Tyrannosaurus rex e inserendo DNA di altri dinosauri, nonché geni di seppia, raganella e serpente. Il sito web promozione del film afferma che è stato creato con il DNA di Abelisauro, Carnotauro, Giganotosauro, Majungasauro, Rugops, Concavenator, Allosauro, Therizinosauro, Deinosuchus e Velociraptor. È stato disegnato per dargli un aspetto che fosse molto attraente per il pubblico a cui è destinato. Il nome Indominus rex deriva dalla parole latine indomitus che significa "feroce" e "indomabile" e la parola rex letteralmente "re".

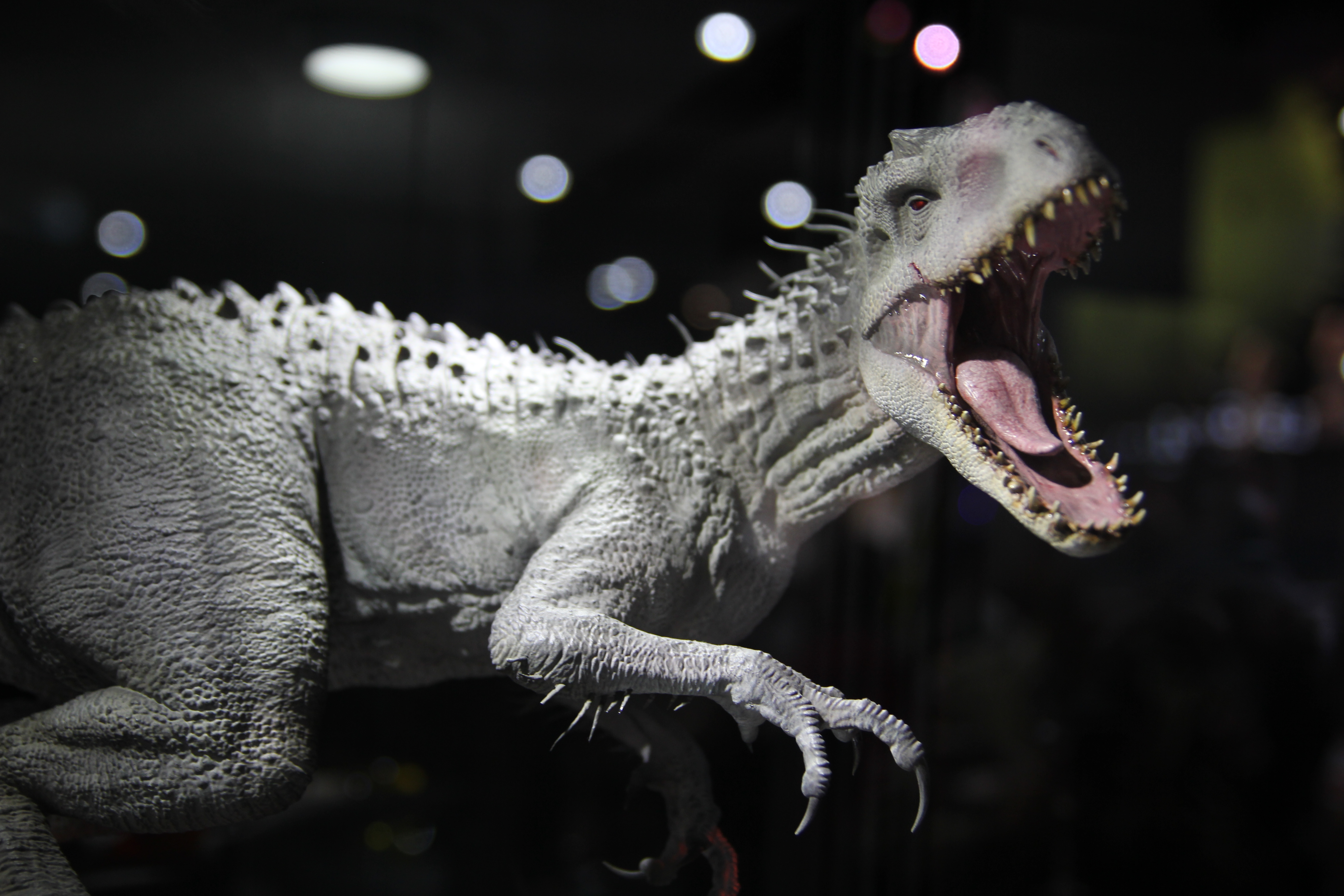
Ricostruzione dell'Indominus rex

A grande scala è stato disegnato con il corpo del Giganotosaurus, ma aggiungendoci dettagli morfologici di particolare effetto presi dalle caratteristiche di altri dinosauri, come ornamentazioni sulla testa e un resistente osteoderma osseo sulla schiena caratteristici degli Abelisauridi. È di colore grigio chiaro/bianco, come se fosse albino, con gli occhi rossi a taglio (come quelli di un Raptor). Il suo dorso, da dietro la testa fino alla coda, è ricoperto da una pelle corazzata da cui spuntano sette file di spine cornee, proveniente dal Carnotauro, che lo rende immune anche ai colpi di armi da fuoco. Il suo cranio risulta essere un incrocio tra il teschio del Giganotosauro, del Majungasauro e del Rugops, con due corna piuttosto pronunciate sopra le orbite oculari, simili a quelle dell'Allosauro, e denti frastagliati che s'incastrano tra loro. Gli sono state aggiunte inoltre strane strutture filamentose simili ad aculei, come quelle ritrovate nel Concavenator, sui gomiti e sul collo, a mo' di cresta. Le zampe anteriori sono snelle, molto sviluppate e dotate di tre dita con lunghi artigli falciformi, identiche a quelle del Therizinosaurus, più un quarto dito che funge da pollice opponibile, e gli permettono di afferrare le prede e camminare in posizione quadrupede. I denti sono irregolari e resistenti come quelli del Deinosuchus, ma si possono dimostrare talvolta fragili, è stato quindi applicato un gene che gli permette di far ricrescere i denti più velocemente del normale. Come tutti i dinosauri del Jurassic World, anche l'Indominus è un esemplare femmina. Gli autori gli hanno attribuito un ruggito che raggiunge livelli tra i 140 e 160 decibel e in corsa può raggiungere i 50 km/h.
Grazie all'unione del DNA di creature tuttora viventi l'Indominus ha assunto caratteristiche anatomiche e sensoriali fuori dal comune: grazie al DNA di seppia (impiantatogli dai genetisti del Jurassic World, perché crescesse in fretta per essere pronta in poco tempo alla sua esposizione), l'animale è in grado di mimetizzarsi, cambiando colore della pelle, tale da diventare quasi invisibile. Il DNA di raganella (impiantatogli dai genetisti del Jurassic World, in modo che si potesse abituare velocemente al clima dell'isola) gli consente la capacità di nascondere il proprio segnale termico e diventare invisibile ai rilevatori di calore; può inoltre vedere e percepire i segnali termici come i serpenti. Nel film, Owen afferma che l'I-rex, essendo per natura imprevedibile e cresciuto in isolamento, abbia sviluppato un comportamento sociopatico instabile: per esempio, si dedica a uccidere indiscriminatamente per divertimento, tanto da arrivare a spezzare il collo a un Anchilosauro e sterminare un intero gruppo di Apatosauri, o per scoprire quale sia il proprio posto nella catena alimentare; Claire aggiungerà che ha divorato il suo stesso fratello (il che viene spiegato con l'utilizzo di DNA di Majungasauro, dinosauro a cui alcuni paleontologi attribuiscono pratiche di cannibalismo).
Come se non bastasse, l'Indominus risulta essere estremamente intelligente (con l'escamotage del DNA di Raptor), riuscendo a intuire a cosa serva il chip di localizzazione impiantatogli, a capire come toglierselo e utilizzarlo per attirare i membri della sicurezza del Jurassic World in una trappola. L'avere in sé il DNA di Raptor permette all'Indominus di comunicare con loro. Si scoprirà che la creazione dell'I-rex era stata concepita con il secondo scopo di utilizzarlo come un'arma militare vivente. Alla fine i Raptor si ribellano a lui e tentano di sconfiggerlo, ma due di loro vengono uccisi. Mentre l'I-rex tenta di uccidere i protagonisti interviene il T-rex, liberato da Claire. I due carnivori combattono e l'I-rex sembra avere la meglio, ma viene assalito da Blue, il che permette all'altro predatore di rialzarsi e contrattaccare. Il T-rex e Blue combattono l'I-rex e, dopo essere stato sconfitto dai due Dinosauri e ferito gravemente, viene spinto sul bordo della vasca del Mosasauro, che lo azzanna al collo e lo trascina sott'acqua, causandone la morte.

### Indoraptor
L'Indoraptor è un dinosauro ibrido immaginario e l'antagonista principale di Jurassic World - Il regno distrutto.

### Quetzalcoatlus
Lo pterosauro Quetzalcoatlus appare in Jurassic World - Il dominio, inclusa una sequenza in cui un esemplarie attacca un aereo cargo. Nonostante il suo peso relativamente ridotto, il Quetzalcoatlus è rappresentato con un'abilità esagerata, in grado di distruggere l'aereo. Colin Trevorrow è stato ispirato a inserire una scena simile dopo aver visto un video di uno sparviero che attacca un modellino di aereo in volo. Una particolare inquadratura mostra un artiglio dell’animale sfondare il parabrezza dell’aereo: questo effetto è stato realizzato grazie a un congegno meccanico e a un sistema a sbalzo, che ha permesso di rilasciare gli artigli e farli impattare con forza contro il vetro. Il modello CGI del Quetzalcoatlus ha rappresentato una sfida, a causa delle simulazioni di pelle e muscoli nelle ali e della presenza di peluria lungo il dorso. Il Quetzalcoatlus torna con un aspetto differente anche in Jurassic World - La rinascita.

### Stegoceratops
Lo Stegoceratops è un dinosauro ibrido creato con il DNA di Stegosaurus e Triceratops. Compare brevemente verso la fine di Jurassic World, una sua immagine è visibile su un computer nel laboratorio del dottor Wu. In una bozza del film era prevista una scena in cui Owen e Clare si imbattevano nell'animale nella giungla di Isla Nublar. Lo Stegoceratops sarebbe stato il secondo ibrido dopo l'Indominus rex. Trevorrow alla fine decise di rimuoverlo dalla sceneggiatura finale dopo che suo figlio li fece notare che avere più ibridi avrebbero reso l'Indominus meno unico.

### Tyrannosaurus

#### Rexy

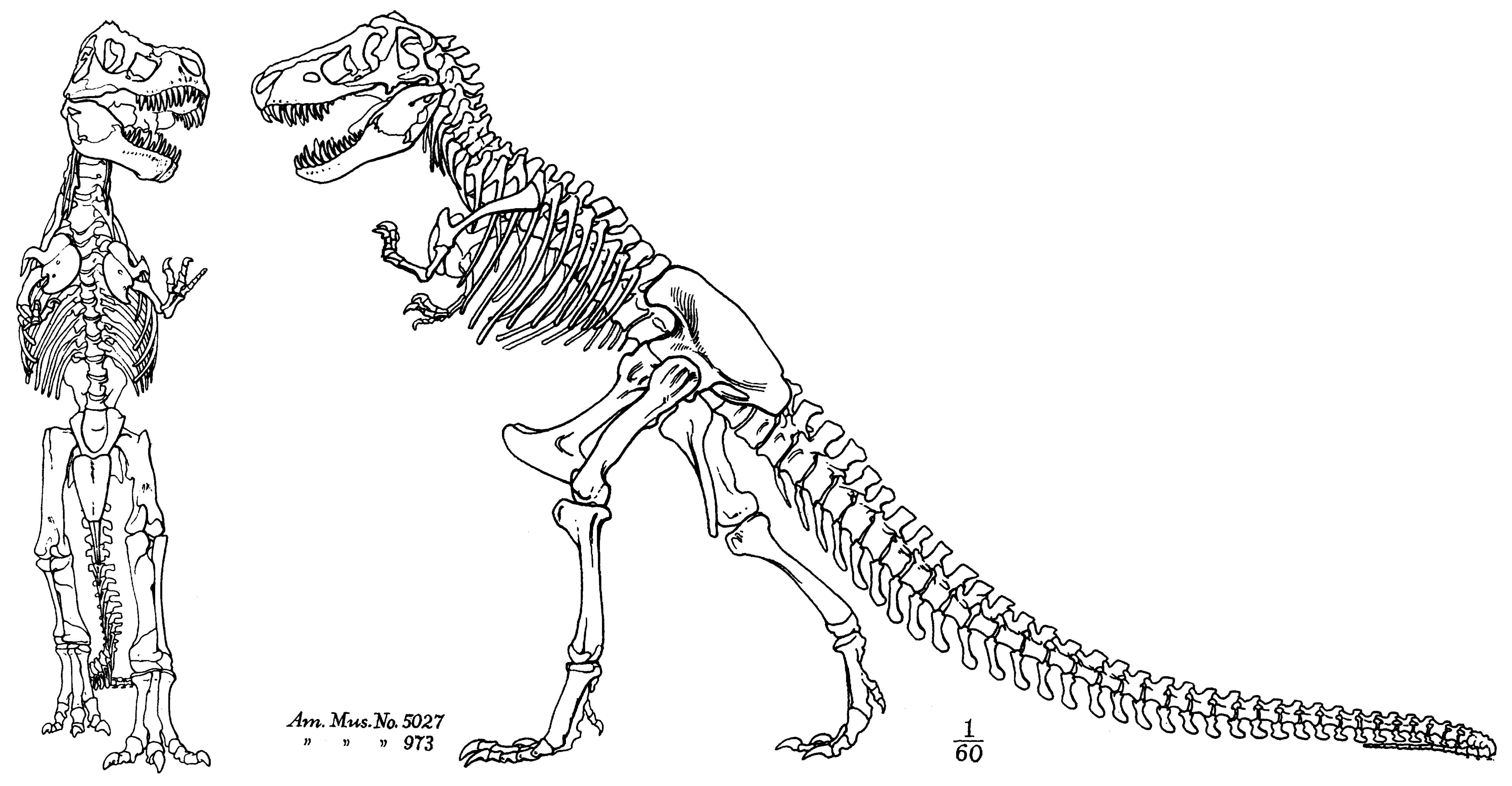
Diagramma scheletrico del Tyrannosaurus del 1917, divenuto la base per la copertina del romanzo originale e del logo dei film

Il Tyrannosaurus è il dinosauro principale presente nei romanzi e in tutti i film della saga. Per il primo film, il team di Winston realizzò un T. rex animatronico alto 6,1 metri, lungo 12 metri e dal peso di 7.900 kg. Lo stesso esemplare di T. rex compare anche nella trilogia di Jurassic World ed è ormai comunemente noto tra i fan con il nome di "Rexy".

#### Altri
Un T. rex appare solo brevemente in Jurassic Park III, che presenta invece lo Spinosaurus come principale antagonista. Nel film, il T. rex viene ucciso in uno scontro con lo Spinosaurus.
Un altro T. rex compare anche in Jurassic World - La rinascita, con un design aggiornato. Il regista Gareth Edwards lo ha descritto come «un animale più sano, più massiccio, più muscoloso, più simile a un toro», pur mantenendo l'aspetto tipico del T. rex della saga di Jurassic Park.

### Velociraptor
I Velociraptor rivestono un ruolo importante sia nei romanzi sia nei film, dove vengono rappresentati come predatori intelligenti che cacciano in branco e di dimensioni maggiori rispetto ai loro omologhi nella realtà. In realtà, i Velociraptor del franchise sono basati sul più grande Deinonychus, anche se Crichton scelse il nome Velociraptor perché gli sembrava più suggestivo.
Per le loro apparizioni sullo schermo, i raptor sono stati realizzati con una varietà di tecniche produttive, tra cui animatronica, CGI e attori in costume. Dalla prima uscita del film si è scoperto che i Velociraptor avevano le piume, ma i film successivi, come Jurassic World, hanno scelto di ignorare questo dettaglio, per mantenere coerenza con il design adottato nei capitoli precedenti. Su suggerimento di Spielberg, Jurassic World ha introdotto il personaggio di Owen Grady, un ricercatore di dinosauri che instaura un legame stretto con i velociraptor. Uno di questi, chiamato Blue, ricompare nei due film successivi di Jurassic World ed è diventato uno dei dinosauri preferiti dai fan. I raptor sono apparsi nel loro ruolo minore in Jurassic World - La rinascita.

### Altre creature
Nel primo film, compare lo scheletro montato di un Alamosaurus al centro visitatore del parco. Il Parasaurolophus ha fatto una breve apparizione nel primo film, ed è apparso in quasi tutti i media incluso il corto Battle at Big Rock.
L'Allosaurus ritorna in Battle at Big Rock, che introduce anche il Nasutoceratops.
La serie televisiva Jurassic World - Nuove avventure introduce nuove creature come l'Ouranosaurus, il Monolophosaurus, il Tarbosaurus, il Kentrosaurus, e il Nothosaurus, insieme a nuovi dinosauri ibridi come la Scorpios rex e lo Spinoceratops, un incrocio tra il DNA di Sinoceratops e Spinosaurus. Viene introdotto anche lo Smilodon, il primo mammifero preistorico ad apparire nel franchise. La serie sequel, Jurassic World - Teoria del caos, introduce l'Altispinax, che viene però identificato col suo vecchio nome, Becklespinax, il Pachyrhinosaurus, il Suchomimus, e il Majungasaurus.